# Jambon de Parme
Le Jambon de Parme  (en italien prosciutto di Parma) est l'appellation d'origine d'un jambon élaboré dans la seule province de Parme en Italie. Cette appellation est commercialement préservée via une AOP (acronyme en italien : DOP) depuis 1996.

## Histoire
L'appellation prosciutto di Parma est née, fort probablement, au cours du Moyen Âge. L'histoire du prosciutto, au sens de jambon cru, se perd dans la nuit des temps. Le prosciutto existait déjà sous les Romains. Au IIe siècle av. J.-C., Caton l'Ancien est le premier à décrire dans son De Agricoltura la technique pour obtenir du jambon salé et séché. D'ailleurs le nom vient du latin « prae exuctus », qui veut dire « asséché ».

## Caractéristiques
Le prosciutto di Parma se caractérise par :
- des qualités organoleptiques et olfactives typiques ;
- une maturation (période suivant le salage) de 12 mois minimum à 36 mois et plus ;
- une garantie 100 % naturel (tout additif ou conservateur est interdit par loi) ;
- une traçabilité complète (chaque jambon porte les traces de l'ensemble des intervenants ayant participé à sa confection).

Sa reconnaissance est assurée par la marque de la couronne ducale à cinq pointes contenant Parma (marquée au fer sur la couenne des jambons entiers, imprimée en or sur les emballages).

## Procédé de transformation

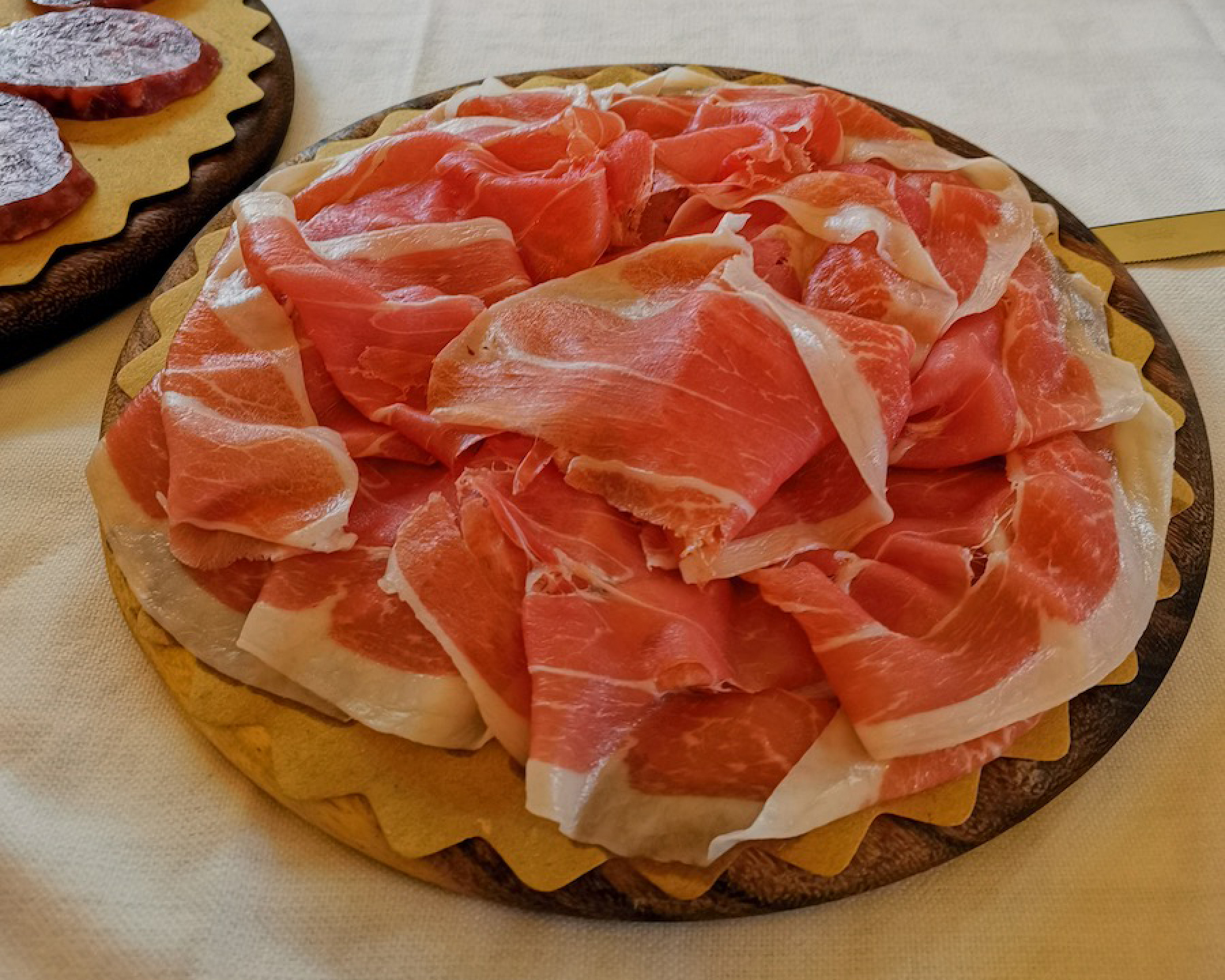
Tranches de prosciutto di Parma.

La transformation est régie par un cahier des charges qui vise à reproduire un savoir-faire traditionnel multi séculaire dans son environnement contemporain.
Chaque étape est soumise à des objectifs qualités encadrés par des normes et soumis à des contrôles.
Une sélection est donc opérée visant à ne conserver que la meilleure matière première, au rang de l'appellation.

### L'élevage
Des porcs de races large white et duroc sont élevés dans 10 régions de l'Italie continentale, principalement à Parme, nourris de céréales et de petit-lait de parmigiano Reggiano.
Ils sont abattus vers l'âge de 9 mois.

### Le salage
Les cuisses fraîches sont recouvertes d'une quantité réduite de sel marin, par des maîtres saleurs dont le savoir-faire joue un rôle majeur dans le processus d'élaboration.
Le salage donne le départ du long processus de maturation qui durera au minimum 12 mois pour s'étendre à 36 mois et plus. Une bague indiquant la date du salage est fixée à chaque jambon; elle permet ainsi à chacun d'en déduire le nombre de mois de maturation.
Ce procédé évite l'utilisation de conservateurs comme le nitrite de sodium (E250) dans le jambon de Parme.

### La maturation
Durant cette période, de multiples opérations ont lieu durant lesquelles les jambons changent d'aspect et de saveurs, passant d'une salle à l'autre avec des variations de températures et d'hygrométrie, permettant au sel de pénétrer idéalement les chairs pour leur faire perdre une bonne partie de leur poids. Cette phase dure quelque 80 jours.
En fin de processus les fenêtres des grandes salles s'ouvrent, exposant les jambons à un séchage final à l'air.

### La reconnaissance et la certification
Durant toute la durée du processus, les contrôles sont légion jusqu'à ce qu'une aiguille taillée dans un tibia de cheval sonde le jambon en cinq points précis pour en vérifier les arômes (et dénicher un éventuelle anomalie).
Des prélèvements et analyses de chairs sont également effectués par l'Institut indépendant Parma Qualità afin d'en vérifier la correspondance aux normes (taux de protéines, acides oléiques…)
À l'issue de ce parcours, les jambons sélectionnés pour une commercialisation sous l'appellation prosciutto di Parma sont estampillés de la couronne ducale. Il bénéficie alors, avec une reconnaissance enfin du Canada en 2017, suite aux accords de libre-échange avec l'UE,, d'une protection contre la contrefaçon et plus généralement de celles relevant de sa commercialisation.

## Une appellation qui voyage
Aujourd'hui, neuf millions de jambons de Parme sont confectionnés chaque année par plus de 160 transformateurs. La majeure partie de la fabrication est destinée tout d'abord au marché italien et s'exporte vers tous les continents et dans différentes cultures gastronomiques et culinaires : Japon, Australie, États-Unis, Danemark, etc.
En 2010, 450 000 pièces ont été vendues aux États-Unis pour une valeur de 40 millions d'euros soit une progression de 17 %, les États-Unis deviennent le premier marché à l'export et passent ainsi devant la France qui l'était jusqu'à cette date.
Le prétranché-préemballé en emballage à l'atmosphère modifié constitue une offre de plus en plus développée du commerce de détail.

## Bien-être des animaux
La filière prosciutto di Parma n’implique pas que les animaux soient mieux traités que dans les autres filières. En effet, le cahier des charges du consortium ne fait aucune mention de mesures plus strictes pour s’assurer que les bêtes soient bien traitées.
L’enquête menée par Lega Anti Vivisezione (LAV) dans six élevages fournisseurs de prosciutto di Parma témoigne de conditions d’élevage délétères pour les cochons, de nombreux journaux parlant de maltraitance,,. En se référant au principe des « cinq libertés » établi par le Farm Animal Welfare Council, désormais reconnu par de nombreuses institutions pour définir le bien-être animal, le bien-être des cochons n’est pas respecté. Les cochons souffrent d’inconfort (sol glissant et bétonné sans paille, stalles pour les truies gestantes ne leur permettant pas de bouger), souffrent de blessures infligées volontairement ou non (coupe de la queue, prolapsus non soignés, fracture de la patte empêchant les cochons de se déplacer), ne peuvent pas exprimer de comportements naturels propres à leur espèce (grégarité, déjections à distance du lieu où ils dorment et mangent).